# Martin-Niemöller-Haus Berlin-Dahlem

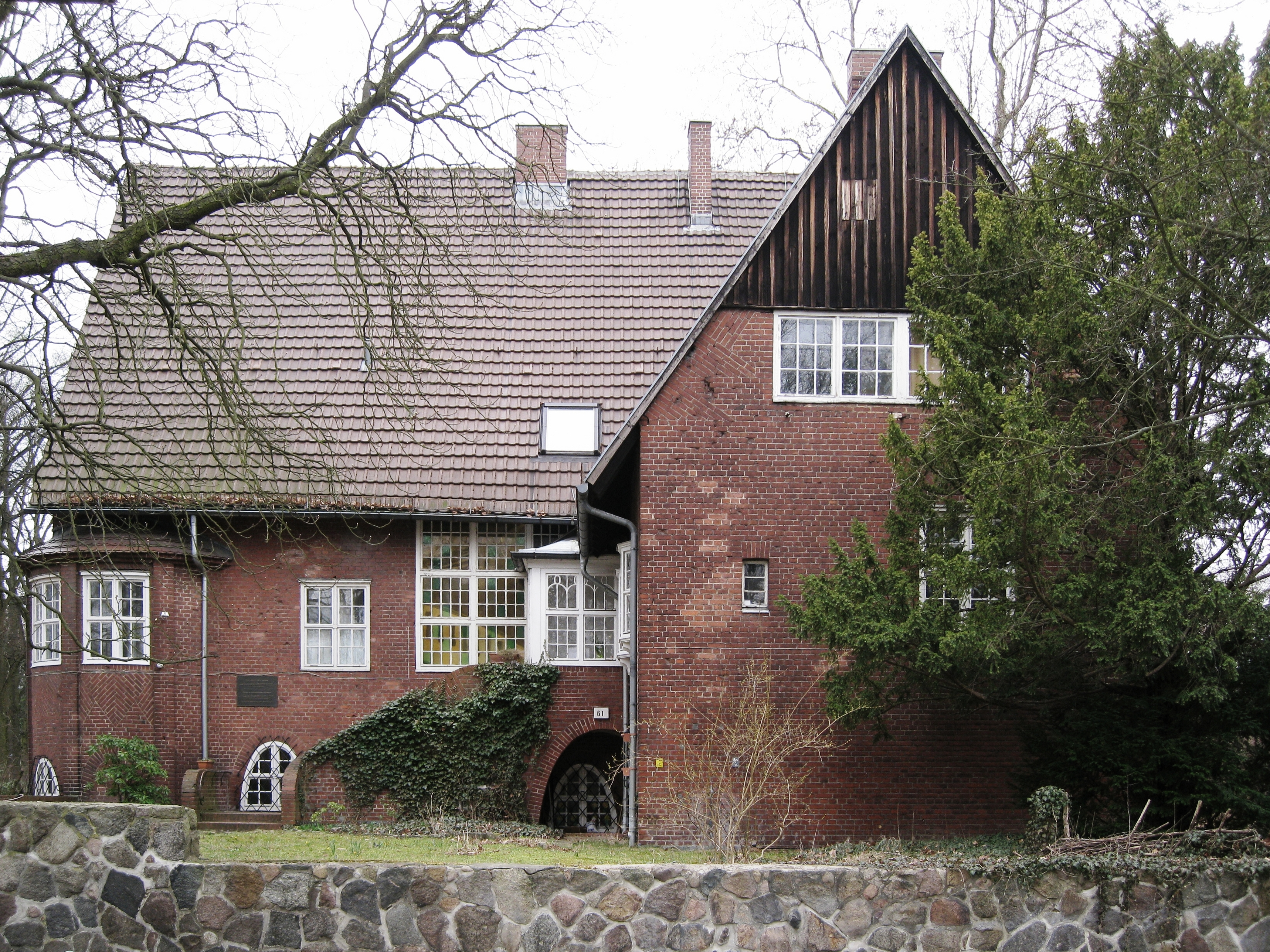
Martin-Niemöller-Haus (2012)

Das Martin-Niemöller-Haus Berlin-Dahlem ist denkmalgeschütztes ehemaliges Pfarrhaus in Berlin-Dahlem, in dem der Theologe und Widerstandskämpfer Martin Niemöller gelebt und gewirkt hat.

## Geschichte
Das Haus wurde um 1910 in der Pacelliallee 10 als Pfarrhaus für die neu entstandene Dahlemer Kirchengemeinde errichtet. Der erste Pfarrer der Gemeinde, der in dem neu erbauten Haus lebte, war Robert Gelfert.
Von 1931 bis 1937 lebte und wirkte der Theologe und Widerstandskämpfer Martin Niemöller in dem Haus, das insgesamt bis 1979 als Pfarrhaus in Gebrauch war.
Seit 1980 wird das Haus von der Kirchengemeinde christlichen und politischen Gruppen zur Verfügung gestellt. Eröffnet wurde es offiziell am 16. Januar 1982, dem 90. Geburtstag Martin Niemöllers.
2018 wurde das Haus umfassend saniert. Als historisch bedeutend gilt insbesondere das Arbeitszimmer Niemöllers sowie die Pfarrhausküche, die als abhörsicher galt und daher von Niemöller und seinen Kollegen des Pfarrernotbundes für Gespräche genutzt wurde.

## Gebäude
Der Architekt Heinrich Straumer entwarf das Backsteingebäude im damals modernen englischen Landhausstil. Es bildet mit der benachbarten Dorfkirche ein Ensemble. Das zweigeschossige Haus mit L-förmigen Grundriss diente nicht nur als Wohnhaus des Pfarrers, sondern enthielt auch Amtszimmer, Archiv und Gemeinderäume.

## Heutige Nutzung
In dem Gebäude befindet heute eine Ausstellung über die Zeit des Kirchenkampfes und des christlichen Widerstandes gegen den Nationalsozialismus.
Außerdem befinden sich dort die Büros des Martin-Niemöller-Haus Berlin-Dahlem e.V. und des Vereins „Friedenszentrum Martin Niemöller Haus“.